# Seraina Kobler
Seraina Kobler (* 1982 in Locarno) ist eine Schweizer Schriftstellerin und Journalistin.

## Leben
Seraina Kobler wuchs im Onsernonetal im Tessin auf. Sie studierte Linguistik am Institut für Angewandte Medienwissenschaften in Winterthur und Kulturwissenschaften an der Universität Konstanz. 2003 kam sie nach Zürich, wo sie Literarisches Schreiben studierte. Nach dem Studium war sie mehrere Jahre als Journalistin tätig, etwa im Inlandressort der SonntagsZeitung und als Wirtschaftsreporterin für den Tages-Anzeiger. 2014 wechselte sie zur Neuen Zürcher Zeitung, dort war sie im Inlandressort für gesellschaftliche Fragen zuständig. Ende 2016 wurde sie in den Schweizer Presserat gewählt, dem sie bis 2018 angehörte.
2017 machte sie sich selbständig. 2020 erschien ihr Debütroman Regenschatten, der für den Weinfelder Buchpreis nominiert war. 2021 veröffentlichte sie ein Sachbuch über die schönsten Wald- und Wiesensträusse. Ende April 2022 erschien der Zürich-Krimi Tiefes, dunkles Blau rund um die Seepolizistin Rosa Zambrano im Diogenes Verlag. Kobler hat vier Kinder und lebt mit ihrer Familie in Zürich.

## Publikationen (Auswahl)
- 2020: Regenschatten, Roman, Kommode Verlag, Zürich 2020, ISBN 978-3-9525014-6-7.
- 2021: Die schönsten Wald- und Wiesensträusse der Schweizer Landfrauen, mit Fotografien von Tina Sturzenegger, LandLiebe-Edition, Zürich 2021, ISBN 978-3-906869-26-1.
- 2022: Tiefes, dunkles Blau: Ein Zürich-Krimi, Diogenes, Zürich 2022, ISBN 978-3-257-30091-8.
- 2023: Nachtschein: Ein Zürich-Krimi, Diogenes, Zürich 2023, ISBN 978-3-257-30094-9.

## Auszeichnungen und Nominierungen
- 2020: Essaypreis der Zeitung Der Bund[1][11]
- 2021: Nominierung für den Weinfelder Buchpreis mit Regenschatten[10]
- 2022: «Genuss Buch Award» des Genuss Film Festival Zug für Tiefes, dunkles Blau[12]
- 2024: Nominierung für den Zürcher Krimipreis mit Nachtschein[13]